# San Luigi dei francesi
Cerkev svetega Ludvika Francoskega (italijansko San Luigi dei Francesi, francosko Saint Louis des Français, latinsko S. Ludovici Francorum de Urbe) je francoska narodna cerkev in rimskokatoliška cerkev v Rimu, nedaleč od trga Piazza Navona. Cerkev je posvečena Devici Mariji, sv. Denisu Areopagitu in sv. Ludviku IX., francoskemu kralju. Cerkev je zasnoval Giacomo della Porta, zgradil jo je Domenico Fontana med letoma 1518 in 1589, dokončala pa jo je z osebnim posredovanjem Katarine Medičejske, ki ji je podarila nekaj premoženja na tem območju. Je francoska narodna cerkev v Rimu. Je naslovna cerkev. Trenutni kardinal-duhovnik tega naslova je André Vingt-Trois, nadškof Pariza.

## Zgodovina
Ko so Saraceni leta 898 požgali samostan Farfa v severnem Laciju, se je skupina beguncev naselila v Rimu. Nekateri menihi so ostali v Rimu tudi potem, ko je njihov opat Ratfredus (934–936) obnovil samostan. Do konca 10. stoletja je bil samostan Farfa v Rimu lastnik cerkva, hiš, mlinov na veter in vinogradov. Bula svetega rimskega cesarja Otona III. leta 998 potrjuje lastništvo treh cerkva: Santa Maria, San Benedetto in oratorija San Salvatore. Ko so leta 1480 svojo lastnino prepustili Medičejcem, je cerkev Santa Maria postala cerkev svetega Ludvika Francoskega. Kardinal Giulio di Giuliano de 'Medici je leta 1518 naročil Jean de Chenevièresu, da zgradi cerkev za francosko skupnost. Chenevières je zasnoval osmerokotno, centralno načrtovano zgradbo. Gradnja je bila ustavljena, ko je bil leta 1527 Rim opustošen, cerkev pa sta leta 1589 dokončno dokončala Domenico Fontana in Giacomo della Porta, ki sta fasado zasnovala po popolnoma drugačni zasnovi. Cerkev je 8. oktobra 1589 posvetil francoski zaščitnik pred svetim sedežem kardinal François de Joyeuse. Notranjost je med letoma 1749 in 1756 obnovil Antoine Dérizet.
Fundacija Pieux Etablissements de la France à Rome et à Lorette je odgovorna za pet francoskih cerkva v Rimu in stanovanjske zgradbe v Rimu in v Loretu. Ustanovo vodi "upravni namestnik", ki ga imenuje francoski veleposlanik pri Svetem sedežu.

## Zunanjost
Giacomo della Porta je fasado naredil kot dekorativno delo, ki je popolnoma neodvisno od telesa konstrukcije, metoda, ki je bila kasneje zelo kopirana. Francoski značaj je razviden iz same fasade, ki ima več kipov, ki spominjajo na nacionalno zgodovino: to so Karel Veliki, sv. Ludvik, sv. Klotilda in sv. Ivana Valois. V notranjosti so tudi freske Charlesa-Josepha Natoira, ki pripovedujejo zgodbe o svetem Ludviku IX., svetem Denisu in Klodviku.

## Notranjost
Z umetniškega vidika je cerkev vzvišena Francija s predstavitvijo njenih svetnikov in njenih največjih zgodovinskih osebnosti. V notranjosti so freske z apoteozo sv. Ludvika in sv. Dionizija ter zgodba o življenju Klodvika.
Na dveh mestih sta pravi mojstrovini umetnosti 17. stoletja. V drugi kapeli na desnem hodniku sta freska z zgodbami o sveti Ceciliji Domenichina in na oltarju kopija Rafaelove sv. Cecilije, Guida Renija; v peti kapeli leve stranske ladje (kapela Contarelli) so tri absolutne mojstrovine Caravaggia: mučeništvo svetega Mateja, sveti Matej in angel ter Klicanje svetega Mateja.
- Klicanje svetega Mateja
- Navdih svetega Mateja
- Mučeništvo svetega Mateja
- Notranjost
- Merklinove orgle

### Grobnice
Cerkev je bila izbrana za pokop številnih višjih prelatov in pripadnikov francoske skupnosti v Rimu:  med njimi je klasični liberalni ekonomist Frédéric Bastiat, kardinal François-Joachim de Pierre de Bernis, veleposlanik v Rimu pri Ludviku XV. in Ludviku XVI. , ter Henri Cleutin, francoski poročnik na Škotskem iz 16. stoletja. Tam je tudi grob Pauline de Beaumont, ki je umrla zaradi porabe v Rimu leta 1805, ki jo je postavil njen ljubimec Chateaubriand. Kipar Pierre Le Gros mlajši je pokopan tukaj v neoznačenem grobu.
Napise, najdene v San Luigi dei Francesi, dragocenem viru, ki ponazarja zgodovino cerkve, je zbral in objavil Vincenzo Forcella.

## Hospic San Luigi dei Francesi
Ob cerkvi je poznobaročni Ospizio San Luigi dei Francesi. Zgrajen je bil v letih 1709–1716 kot kraj za bivanje francoske verske skupnosti in romarjev brez sredstev. Na njegoci verandi je doprsni kip Kristusa, katerega obraz je tradicionalno identificiran kot Cesare Borgia. V notranjosti je galerija s portreti francoskih kraljev in pomembna glasbena dvorana.